# Vida (álbum de La Mafia)
Vida es el título del 18°. álbum de estudio grabado por la banda estadounidense de tejano La Mafia. Fue lanzado al mercado bajo el sello discográfico Sony Discos el 29 de marzo de 1994. El álbum alcanzó el puesto número dos y permaneció allí durante cuarenta y siete semanas en la lista Billboard Latin Pop. Vida y Me duele estar solo alcanzaron el puesto número uno. Vida fue nominado a un Premio Lo Nuestro por Álbum Pop del Año en la 7ª. edición de los Premios Lo Nuestro en el año 1995.

## Lista de canciones
| Vida |                                |                                                                  |          |  |
| N.º  | Título                         | Escritor(es)                                                     | Duración |  |
| 1.   | «Me duele estar solo»          | Luis Gerardo Padilla                                             | 3:30     |  |
| 2.   | «Con todo el corazón»          | Pat Hunt · Manny Benito · Randy Miller                           | 4:02     |  |
| 3.   | «Más que un sueño»             | Ricardo Quijano                                                  | 3:11     |  |
| 4.   | «Hazme una señal»              | Jorge Luis Piloto                                                | 3:26     |  |
| 5.   | «Llueve»                       | Alejandro Vezzani                                                | 3:08     |  |
| 6.   | «Vida»                         | Armando Larrinaga                                                | 3:28     |  |
| 7.   | «Perdóname, volvamos al amor»  | Armando Larrinaga                                                | 3:35     |  |
| 8.   | «Voy pidiéndole a la vida»     | Las Diego                                                        | 3:31     |  |
| 9.   | «Buena suerte»                 | Michael Sullivan · Paulo Massadas Adapt: al español: Carlos Lara | 3:43     |  |
| 10.  | «Yo soy ese romántico»         | Armando Larrinaga · Adriana Vitis                                | 3:17     |  |
| 11.  | «Yo quería»                    | Michael Sullivan · Paulo Massadas Adapt: al español: Carlos Lara | 3:26     |  |
| 12.  | «Cada vuelta de esquina»       | Leo Dan                                                          | 2:48     |  |
| 13.  | «Forbidden Love» (Bonus Track) | Pat Hunt                                                         | 4:04     |  |

## Posición en listas
| Año  | Cuadro                     | Cima |
| ---- | -------------------------- | ---- |
| 1994 | Billboard Latin Pop        | 1    |
| 1994 | Billboard Top Latin Albums | 2    |

### Sucesión y posicionamiento
| Predecesor: Love and Liberté de Gipsy Kings            | U.S. Billboard Latin Pop Albums — Álbum N°. 1 (Primera vuelta) 23 de abril de 1994 - 11 de junio de 1994  | Sucesor: Love and Liberté de Gipsy Kings            |
| Predecesor: Love and Liberté de Gipsy Kings            | U.S. Billboard Latin Pop Albums — Álbum N°. 1 (Segunda vuelta) 18 de junio de 1994 - 22 de julio de 1994  | Sucesor: Piano de América, vol. 2 de Raúl di Blasio |
| Predecesor: Piano de América, vol. 2 de Raúl di Blasio | U.S. Billboard Latin Pop Albums — Álbum N°. 1 (Tercera vuelta) 6 de agosto de 1994 - 12 de agosto de 1994 | Sucesor: Piano de América, vol. 2 de Raúl di Blasio |